# Rubus oklahomus
Rubus oklahomus är en rosväxtart som beskrevs av Liberty Hyde Bailey. Rubus oklahomus ingår i släktet rubusar, och familjen rosväxter. Inga underarter finns listade i Catalogue of Life.